# Concurs Internacional de Música Maria Canals

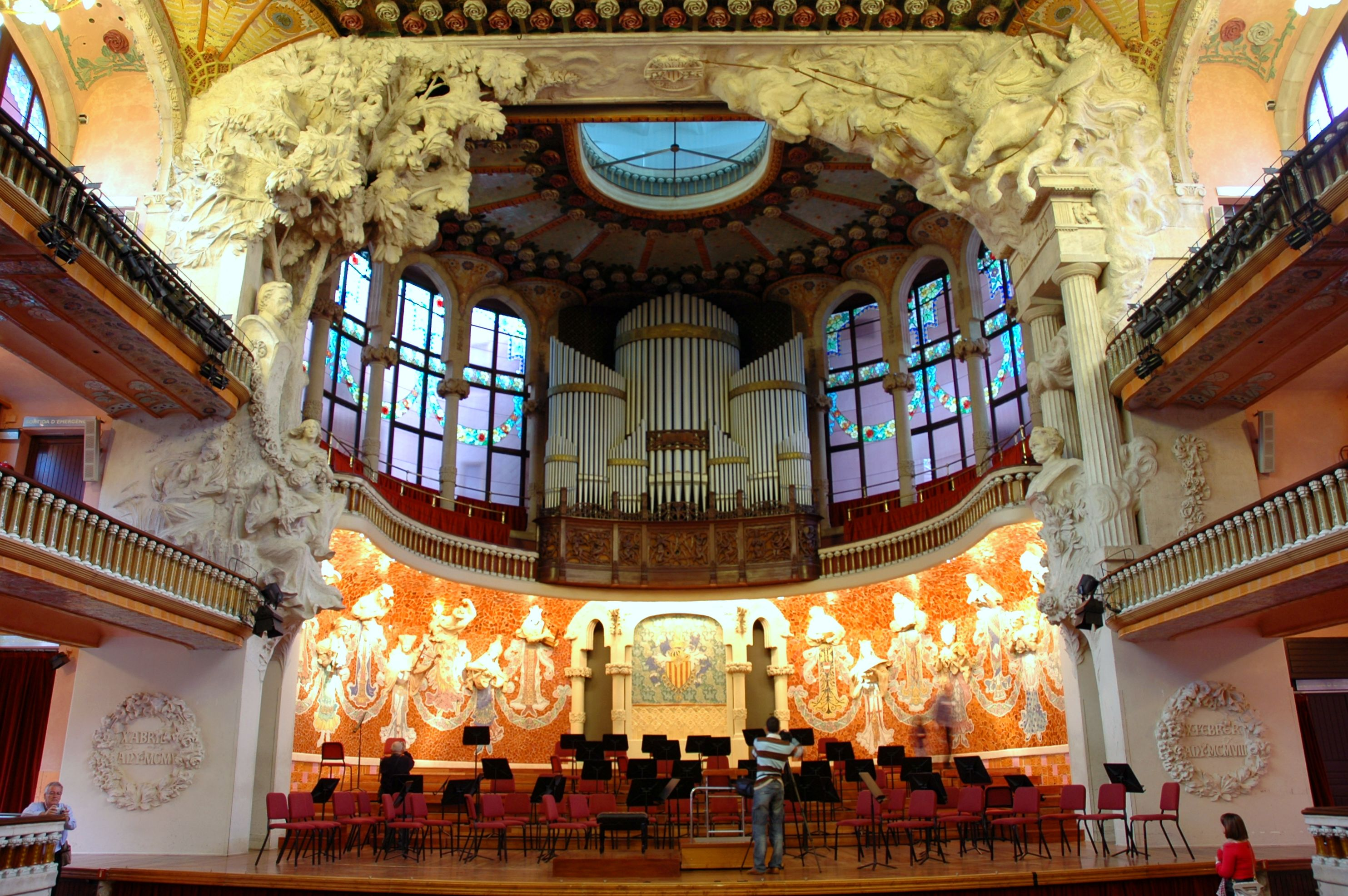
Escenari del Palau de la Música Catalana, seu ininterrompuda del Concurs

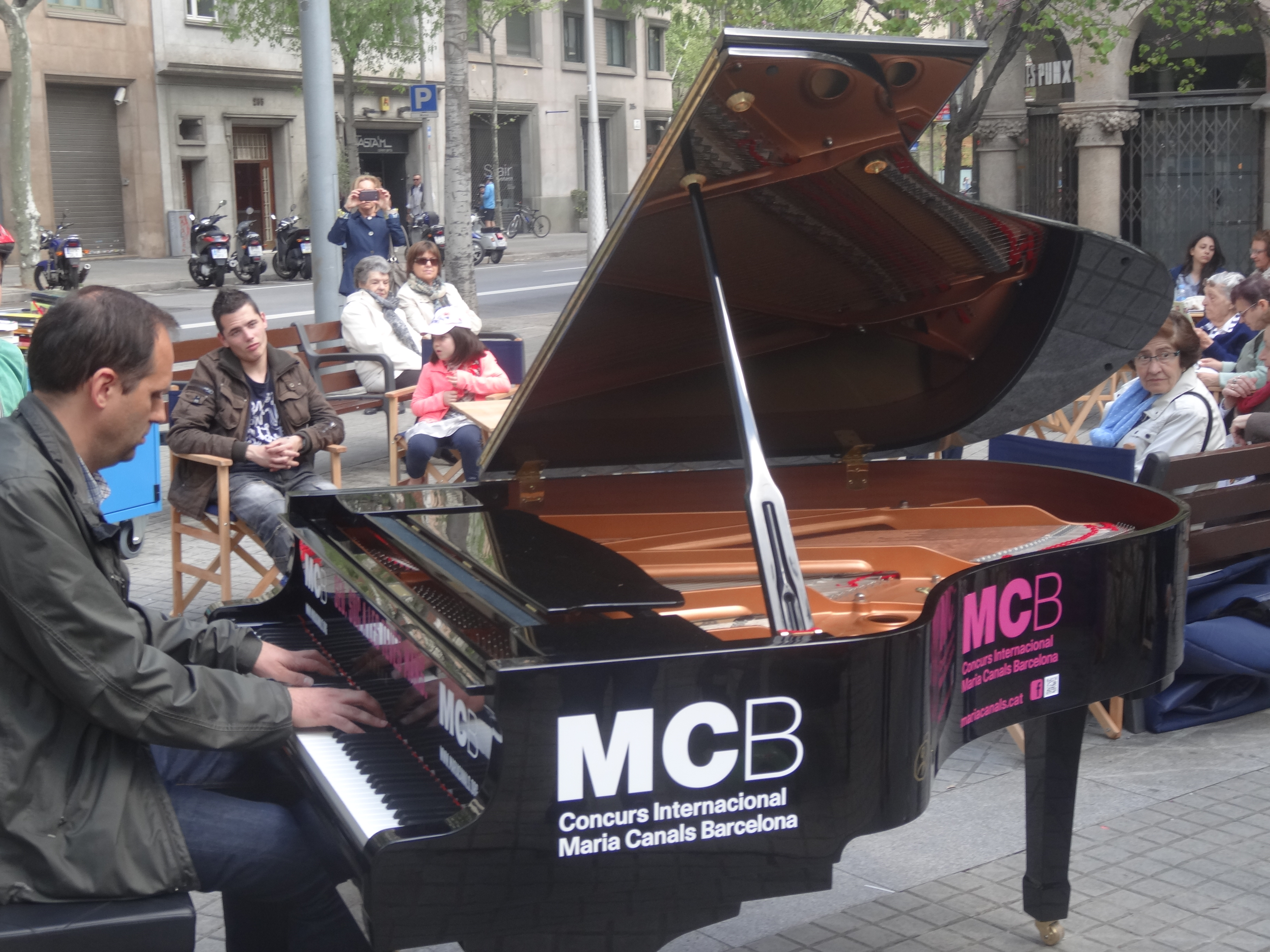
Pianista a l'Avinguda Diagonal, com a part del Concurs Maria Canals de 2015.

El Concurs Internacional de Música Maria Canals de Barcelona és un concurs de piano fundat per Maria Canals i el seu marit Rossend Llates amb la col·laboració, entre d'altres, de Fèlix Millet i Maristany, Marià Espinal i Manuel Blancafort. El concurs se celebra ininterrompudament des de l'any 1954 al Palau de la Música Catalana, que n'és l'escenari oficial.
El Concurs Internacional de Música Maria Canals és el degà dels concursos de música a l'Estat Espanyol i un dels més prestigiosos de tot el món. Des de l'any 1958 forma part de la Fédération Mondiale des Concours Internationaux de Musique (FMCIM).
A més del concurs de piano en algunes ocasions hi ha hagut concursos per a cant, violí, violoncel, guitarra, flauta, percussió i música de cambra.
D'entre els guanyadors del concurs destaquen els catalans Miquel Farré, que guanyà la primera edició, Gino Brandi que el 1964 tingué un premi especial al millor intèrpret d'obres espanyoles i, Leonora Milà que guanyà l'edició de 1966, així com el pianista francès Alexandre Tharaud guanyador del tercer premi de l'edició de 1987. Més recentment també va estar premiat el pianista català Daniel Blanch l'any 1993 en la categoria piano júnior (Medalla per Unanimitat) i l'any 2004 en la categoria duo sonates (Medalla per Unanimitat), amb la violinista polonesa Kalina Macuta.